# 謝利扎羅夫卡河
謝利扎羅夫卡河（羅馬化：Selizharovka）是俄羅斯的河流，位於特維爾州內，屬於伏爾加河的左支流，是伏爾加河上游最主要的河流之一，發源自瓦爾代高地的謝利格爾湖，河道全長36公里，流域面積2,950平方公里。河畔聚居地有谢利扎罗沃。
56°51′N 33°27′E / 56.850°N 33.450°E